# فکر بکر
فکر بکر یک بازی رمزگشایی برای دو بازیکن است. این بازی به صورت امروزی به همراه چندین میخ در سال ۱۹۷۰ توسط مردخای میرویدز، رئیس دفتر پست و متخصص اسرائیلی، اختراع شد. اما این بازی شبیه یک مداد و کاغذ بازی ابتدایی به نام گاو نر و ماده بود که به بیش از یک قرن پیش بازمی‌گشت.

## نحوهٔ بازی و قوانین
بازی توسط این ابزارها اجرا می‌شود:
- یک صفحهٔ رمز گشایی، به همراه یک پوشش که در یکی از دو انتها، یک ردیف از چهار سوراخ بزرگ را می‌پوشاند، و دوازده (یا ده، یا هشت) ردیف اضافه شامل چهار سوراخ بزرگ در کنار مجموعه‌ای از چهار سوراخ کوچک؛
- میخ‌های رمزی از شش (یا بیش‌تر؛ انواع را در زیر ببینید) رنگ مختلف، با سرهای گرد، که در سوراخ‌های بزرگ روی صفحه قرار خواهند گرفت؛ و
- میخ‌های راهنما، بعضی رنگی (معمولاً مشکی)، بعضی سفید، که سر پهن و کوچک‌تر از میخ‌های رمزی هستند؛ آن‌ها در سوراخ‌های کوچک روی صفحه قرار می‌گیرند.

دو بازیکن به صورت از پیش تعیین شده در مورد تعداد دفعات بازی که می‌خواهند طی کند، که باید عددی فرد باشد، تصمیم می‌گیرند. یکی از بازیکنان رمزنگار، و دیگری رمزگشا می‌شود. رمزنگار الگویی از چهار میخ رمزی را انتخاب می‌کند. تکراری‌ها قابل قبول هستند، بنابراین بازیکن می‌تواند حتی چهار میخ رمزی یک رنگ انتخاب کند. الگوی انتخاب شده در چهار سوراخ پوشیده شده توسط حفاظ جای می‌گیرند؛ که برای رمزنگار قابل رویت است و اما برای رمزگشا این‌طور نیست.
رمزگشا سعی می‌کند تا الگو را، هم ترتیب و هم رنگ، در دوازده (یا ده، یا هشت) مرتبه حدس بزند. هر حدس به وسیلهٔ جای‌گذاری یک ردیف از میخ‌های رمزی روی صفحهٔ رمز گشایی انجام می‌شود. هنگامی که قرار گرفتند، رمزنگار، در جواب، از صفر تا چهار میخ راهنما را در سوراخ‌های کوچک ردیف حدس قرار می‌دهد. میخ راهنمای رنگی (معمولاً مشکی) برای هر میخ رمزی از حدس که هم رنگ و هم موقعیت درستی دارد قرار داده می‌شود. میخ سفید وجود میخی با رنگ صحیح که در موقعیت نادرست قرار دارد نشان می‌دهد.

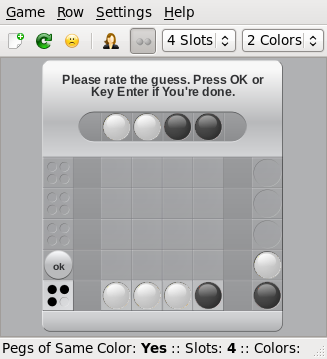
عکس صفحه از اجرای نرم‌افزار (ColorCode) که مثال‌ها را نشان می‌دهید.

اگر در حدس رنگ‌های تکراری وجود داشته باشد، همهٔ آن‌ها نمی‌توانند یک میخ راهنما بگیرند مگر این‌که آن‌ها با تعداد یکسان از رنگ‌های تکراری در رمز مخفی مطابق باشند. برای مثال، اگر رمز مخفی سفید-سفید-مشکی-مشکی و بازیکن سفید-سفید-سفید-مشکی حدس بزند، رمزنگار دو میخ راهنمای رنگی برای دو سفید صحیح، هیچ میخ راهنما برای سومین سفید چون سفید سومی در رمز وجود ندارد، و یک میخ راهنمای رنگی برای سیاه اعطا خواهد کرد. در حقیقت هیچ نشانی داده نمی‌شود برای این که رمز همچنین شامل یک سیاه دومی باشد.
یک بازخورد آماده می‌شود، حدس دیگری زده می‌شود؛ حدس‌ها و بازخورد به‌طور متناوب ادامه داده می‌شوند تا این که یا رمزگشا درست حدس بزند، یا دوازده (یا ده، سا هشت) حدس نادرست زده شود.
رمزنگار برای هر حدس که یک رمزگشا می‌زند یک امتیاز می‌گیرد. چنانچه رمزگشا الگو را در آخرین حدس به‌طور دقیق حدس نزند، یک امتیاز اضافی توسط رمزنگار گرفته می‌شود. (هر تناوب امتیاز دادن بر اساس تعداد میخ‌های راهنمایی رنگی که قرار داده شده‌اند است) برنده کسیست که کم‌ترین امتیاز بعد از توافق بر تعداد بازی‌هایی که انجام می‌شود داشته باشد.

## پیشینه
از سال ۱۹۷۱، حقوق مربوط به فکربکر توسط اینویکتا پلاستیک از اودبی دریافت شده‌است. (اینویکتا همیشه بازی را فکر بکر می‌نامید) آن‌ها در اصل این بازی را خودشان ساخته بودند، اگرچه آن‌ها اجازهٔ تولید بازی تحت پروانهٔ هزبرو را در سراسر جهان دارند، همچنین دو محصول دیگر که دارای قوانین تولید آمریکا و اسرائیل هستند.

طرح روی جلد بازی فکر بکر در سال ۱۹۷۳

طرح روی جلد بازی فکر بکر در سال ۲۰۰۳

در اوایل سال ۱۹۷۳، جعبهٔ بازی تصویری خوش لباس، با تیپ فاخر از یک مرد سفیدپوست که در جلوی تصویر نشسته، همراه یک زن جذاب آسیایی که در کنار وی ایستاده نشان می‌داد. دو مدل غیرحرفه‌ای (بیل وودوارد و سیسیلیا فانگ) در ژوئن ۲۰۰۳ برای قرار گرفتن یک تصویر تبلیغاتی دیگر انتخاب شدند.
بازی‌های پایونیر هریسون هیث، یک نسخهٔ خیلی ساده از فکربکر معرفی کرد، که در آن از دیسک به جای میخ استفاده می‌شد، و شبیه بازی اتصال ۴، تولید قبلی وی بود. هرچند این نسخه موفقیت بسیار کمی نسبت به کار اسبقش داشت و تنها سود ۳۶۰٬۰۰۰ دلار را برای وی دربرداشت.

## الگوریتم
با چهار میخ و شش رنگ، ۶۴ = ۱۲۹۶ الگوی مختلف (اجازهٔ استفادهٔ رنگ‌ها تکراری) وجود دارد.

### الگوریتم شش حدسی
الگوریتم زیر بازی (شش رنگه) را در شش حدس یا کم‌تر حل می‌کند. این الگوریتم دارای یک روش عمومی به همراه تعداد کمی استثنا می‌باشد. در این‌جا شش رنگ به حروف آ تا ج ارجاع داده شده‌اند.
۱۲۹۶ حالت ممکن بازی را به چهار دسته‌بندی تقسیم کنید:
- ۰ رنگ تکراری (مثلاً آ ب پ ت)
- ۱ رنگ تکراری (مثلاً آ آ ب پ)
- ۲ رنگ تکراری (مثلاً آ آ ب ب یا آ آ آ ب)
- ۳ رنگ تکراری (مثلاً آ آ آ آ)

روند کلی به گونه‌ای است که همهٔ بازی‌هایی که می‌تواند با اطلاعات اکنون شما درست باشد، لیست کنید. لیست باید بر حسب تعداد تکرارها و در هر سطح تکرار بر حسب حروف الفبا به صورت صعودی مرتب شود. قبل از حدس ۱، لیست همهٔ ۱۲۹۶ حالت ممکن است؛ در نتیجه حدس ۱ همیشه "آ ب پ ت" است. برای مثال اگر جواب حدس ۱ "۰ ۰" باشد، بنابراین لیست بعد از آن شامل ۱۶ حدس می‌شود مربوط به ث و ج می‌شود. هر حدس بعدی اولین بازی باقی‌مانده در لیست است، به همراه استثنائات زیر:
- حدس ۲ همیشه "ب پ ت ث" است
- حدس ۳ همیشه "پ ت ث ج" است
- اگر حدس ۴ در لیست با یکی از مقادیر سمت راست در لیست زیر شروع شود، به جای آن از یکی از حالات زیر استفاده کنید:
  - "آ پ ج ب" ← "ت پ آ ت"
  - "آ ث ب ج" ← "ث ت ج ت"
  - "آ ث ج ب" ← "ث آ پ پ"
  - "آ ج ب ث" ← "ب ج پ ت"
  - "ب آ ج ث" ← "ث آ ت پ"
  - "ب ث آ ج" ← "ث ت آ ث"
  - "ب ث ج آ" ← "ث ث ت آ"
  - "ث آ ب ج" ← "ج ت ج ب"
  - "آ آ ت ب" ← "ب آ ب ت"
  - "آ ب آ ث" ← "ب ب پ پ"
  - "آ ث آ ج" ← "پ ج ج ت"
  - "پ آ ج آ" ← "ج ت ج آ"
  - "آ آ ث ث" ← "ت ت ت ج"

### الگوریتم پنج حدسی
در سال ۱۹۷۷، دونالد کنوت ثابت کرد که رمزگشا می‌تواند الگو را در پنج حرکت یا کم‌تر حل کند، با استفاده از الگوریتمی که به‌طور پیشرونده تعداد الگوهای ممکن را کاهش می‌دهد. الگوریتم به صورت زیر کار می‌کند:
1. مجموعهٔ س که شامل حالات ممکن باقی‌مانده‌است در نظر بگیرید (در این‌جا ۱۲۹۶ حالت ممکن وجود دارد). حدس اول آ آ ب ب است.
2. همهٔ حالات ممکن از س را که اگر جواب باشند امتیاز مشابه میخ‌های رنگی و سفید به دست نمی‌دهد حذف کنید.
3. برای هر حدس ممکن (نه لزوماً در س) تعداد حالات ممکن از س که برای هر امتیاز رنگی/سفید ممکن حذف خواهد شد، محاسبه کنید. امتیاز حدس کمترین مقادیر مشابه است. بازی را با حدسی ادامه دهید که بیش‌ترین امتیاز را دارد.
4. به مرحلهٔ ۲ بازگردید تا زمانی حدس شما صحیح باشد.